# 烟雾病

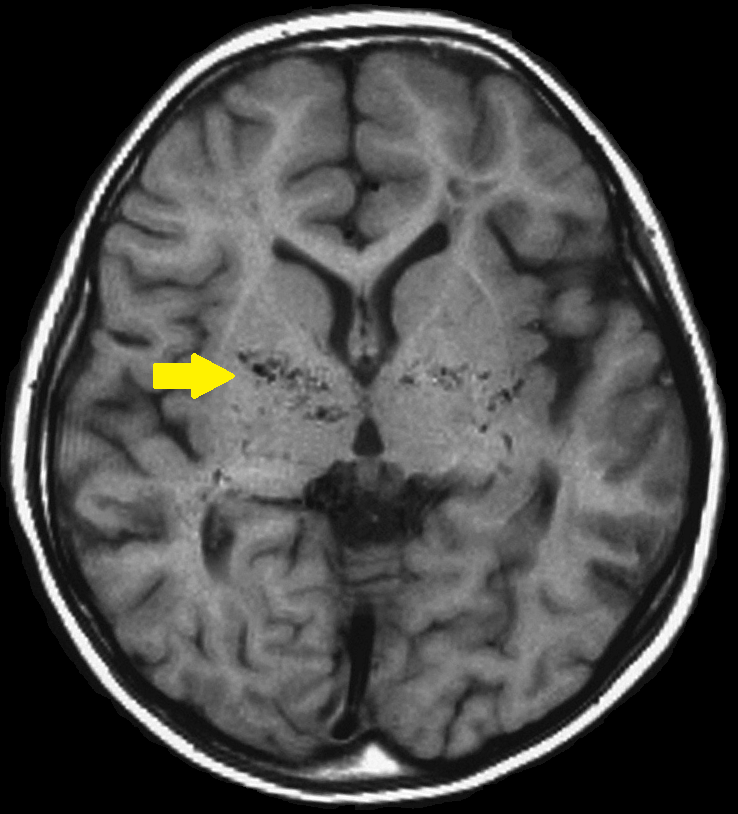
煙霧病患者的腦部影像

烟雾病是大脑內的某些动脉收缩後引起的疾病。在血管收缩和血栓形成後會阻塞血流，  而血液為了繞過堵塞的血管從而流向周圍的小血管。此時醫生通過血管攝影觀察患者大腦時，會發現這些小血管看上去像“一团烟雾”，所以該疾病得名煙霧病。患者一旦出現煙霧病，醫生會建議通過搭桥手术解決這一問題。因為這些小血管细小、脆弱，容易出血，若不解決這一問題，會進一步引發動脈瘤和血栓。 等到原本的血管不再堵塞，血液只通過原本的血管流動時，就意味著煙霧病消失。